# RTÉ One
RTÉ One er Irlands ældste og mest sete tv-kanal.
| Fjernsyn | Spire Denne artikel om en tv-kanal er en spire som bør udbygges. Du er velkommen til at hjælpe Wikipedia ved at udvide den. |